# Зулица
Зулица или Золица (на македонска литературна норма: Зулица) е бивше село в Северна Македония, община Битоля.

## География
Селото се е намирало северно от Битоля, на десния бряг на Шемница.

## История
Селото се среща в османски преброителни дефтери като Зулуса с 60 ханета.
На австро-унгарската военна карта е отбелязано като Зулица (Zulica).
В 1889 година Стефан Веркович (Топографическо-этнографическій очеркъ Македоніи) отбелязва Зулица като село с 3 български къщи с 6 семейства със 17 мъже и 14 жени.
Според статистиката на Васил Кънчов („Македония. Етнография и статистика“) към 1900 година в Зулица живеят 254 българи християни и 200 арнаути мохамедани.
На Етнографската карта на Битолския вилает на Картографския институт в София от 1901 година Жулица е чисто българско село в Битолската каза на Битолския санджак с 4 къщи.
В началото на XX век цялото село е под върховенството на Българската екзархия. По данни на секретаря на екзархията Димитър Мишев („La Macédoine et sa Population Chrétienne“) в 1905 година в Зулинца (Zoulintza) има 16 българи екзархисти.
В 1912 година в селото влизат сръбски войски и след 1913 година попада в Сърбия. След закриването му, землището е част от това на Лопатица.